# José Miguel Vicuña
José Miguel Vicuña Lagarrigue (Santiago, 10 de enero de 1920-Ibídem, 11 de agosto de 2007) fue un poeta y escritor chileno.

## Primeros años de vida
El poeta José Miguel Vicuña, hijo del escritor Carlos Vicuña Fuentes y de la escultora Teresa Lagarrigue Cádiz, matrimonio del cual nacieron 6 hijos, entre sus hermanos están las escultoras Rosa y Teresa Vicuña.
En su infancia, bajo la dictadura de Carlos Ibáñez, padeció junto a su familia la persecución política y posterior deportación a Punta Arenas de su padre, quien logró fugarse hacia la Argentina y establecerse en Mar del Plata, donde escribió La Tiranía en Chile (1928) y se reunieron con él su esposa y sus seis hijos.
Cursó sus estudios secundarios en el liceo Manuel de Salas y en el Instituto Nacional. Posteriormente estudió derecho en la Universidad de Chile, donde fundó la Academia Literaria de la Escuela de Leyes y de la Academia Jurídica de esta universidad. Allí conoció a Eliana Navarro con quien contrajo matrimonio en 1945 y tuvo siete hijos: Ariel Vicuña, poeta y músico; Ana María Vicuña, filósofa y profesora de lenguas clásicas; Miguel Vicuña, poeta y filósofo; Juan Vicuña, químico, víctima de la tortura durante la dictadura; Leonora Vicuña, reconocida fotógrafa; Rodrigo Vicuña, editor; y Pedro Vicuña, poeta y actor.

## Vida pública
A lo largo de toda su vida desarrolló una intensa labor literaria, poética y social entre las que destacan su activa participación en la Sociedad de Escritores de Chile (Sech) y la fundación, en 1955, del "Grupo Fuego de la Poesía", junto a Carlos René Correa. Grupo de poetas que se reunió junto a él por más de cincuenta años y que sorprendió al mundo literario nacional en la década del 50. Un grupo abierto a todas las corrientes literarias que acogió a poetas de diversas generaciones y horizontes, de Chile, de América y de Europa.
Junto a Luis Droguett Alfaro, Fernando Onfray y Carmelo Soria crea el Grupo Mandril que se da a conocer a través de la revista del mismo nombre (Mandril, Imprenta Darricarrere, Santiago de Chile, 1951).
La casa familiar de los poetas — José Miguel Vicuña y Eliana Navarro, su mujer — fue durante más de cincuenta años un lugar predilecto de encuentros poéticos y tertulias por el que pasaron innumerables poetas consagrados y otros más jóvenes que hoy destacan no sólo en el ámbito nacional. En 1951 publicó su primer libro de poesía, Edad de Bronce, con el que obtuvo una Mención Honrosa en el concurso de poesía de la Sociedad de Escritores de Chile. En 1962, organizó Los martes de la poesía en el teatro “Petit Rex”. Fue cofundador del teatro experimental de la Universidad de Chile.
Como bibliotecario jefe de la Biblioteca del Congreso Nacional de Chile, creó la sección de “Libros raros y valiosos”. Siendo director permanente de la Fundación Positivista de Chile Juan Enrique Lagarrigue impulsó diversas acciones y publicaciones en ese ámbito filosófico.
Su poesía ha sido publicada en innumerables antologías y revistas literarias del continente. Algunas de sus obras han sido traducidas al holandés, al inglés y al griego.
En 1977 con su poema Canto a Ícaro obtuvo el Premio de los Juegos Literarios Gabriela Mistral, de la Ilustre Municipalidad de Santiago.
En 1995, fue invitado especial al Dunya festival de poesía de Ámsterdam.
Un año después de la muerte de la poeta Eliana Navarro, su mujer, fallece José Miguel Vicuña en su casa de Las Condes, el sábado 11 de agosto de 2007, a los 87 años de edad a consecuencia de un derrame cerebral.

## Obras
- Edad de Bronce, 1951, Ediciones Mandril.
- En los trabajos de la muerte, 1956, Ediciones del Grupo Fuego de la Poesía.
- El Hombre de Cro-Magnon se despereza, 1958, Ediciones del Grupo Fuego de la Poesía.
- Poemas augurales, en 1966, Colección El Viento en la llama.
- Cantos, 1977, Ediciones Nueva Línea.
- Alígera Summa, 1995, Ediciones del Milodón.
- Elemento y súplica, 2000, Ediciones del Grupo Fuego de la Poesía.

## Galardones
- Mención Honrosa en el concurso de poesía de la Sociedad de Escritores de Chile en 1951.
- Premio de los Juegos Literarios Gabriela Mistral, de la Ilustre Municipalidad de Santiago en 1977.

## Uno de sus últimos poemas
Feliz marginamiento
Hay un desvanecido feliz marginamiento
que lentamente clava su apoteosis en mí.
Y nada soy, ya nadie; vibración solamente,
objeto en que se mira lo que reste de mí.
Tal es el amor, que toca, que quema y acaricia,
cuando ya nada exista, ni una sombra de mí.